# Henri Marteau (musicien)
Pour les articles homonymes, voir Henri Marteau (homonymie).
Henri Marteau est un violoniste virtuose et compositeur français né à Reims le 31 mars 1874, et mort à Lichtenberg (Allemagne) le 3 octobre 1934.

## Biographie
Petit-fils du négociant Albert Marteau, adjoint au maire de Reims, et fils de Charles Marteau, propriétaire d'une usine de textile et violoniste amateur, il avait pour mère l'Allemande Clara Louise Dorothée Schwendy, ancienne élève de Clara Schumann. Il donna son premier concert au cirque de Reims en 1884. Charles Gounod, qui fréquentait le salon de ses parents, composa à l'intention du jeune homme l'Offertoire et un interlude de sa Messe à la mémoire de Jeanne d'Arc, créée en 1887 à la cathédrale de Reims.
Après avoir pris des leçons privées avec le célèbre violoniste belge Hubert Léonard, il entra en 1891 au Conservatoire de Paris, dans la classe de Jules Garcin, et remporta l'année suivante le premier prix de violon. Lui-même enseigna à Reims jusqu'en 1900, puis au Conservatoire de musique de Genève (1900-1908) et à la Hochschule für Musik de Berlin, où il succéda en 1908 à Joseph Joachim.
En 1912, il fut lauréat du prix Chartier de l'Académie des beaux-arts pour ses compositions de musique de chambre.
La Première Guerre mondiale donna lieu à un épisode particulièrement tragique et absurde de la vie de Henri Marteau : il fut accusé par la France d'être un espion allemand et par l'Allemagne d'être un espion français. Il a perdu son poste de professeur qu'il avait à Berlin le 30 septembre 1915 et a été placé en résidence surveillée dans sa villa construite en 1913 à Lichtenberg. Il dut s'enfuir en Suède, où il obtint la nationalité en 1915. Il a par la suite enseigné à l'Académie allemande de Prague (1921-1924), au Conservatoire de Leipzig (1926-27) et au Conservatoire de Dresde (1928-1934).
Ce grand virtuose donna des concerts dans toute l'Europe et aux États-Unis. Il composa une quarantaine d'œuvres et a fait l'objet en 2002 d'une biographie en allemand due à Günther Weiss.
Le Concours international de violon Henri-Marteau (Internationaler Violinwettbewerb Henri Marteau) est une compétition de violon dédiée à la mémoire de Marteau. Fondé en 1999, il se déroule tous les trois ans à Lichtenberg (Bavière) et Hof (Bavière), Allemagne. Depuis 1999, il existe également une rue Henri Marteau (Henri-Marteau Straße) à Hof, de même qu'une place Henri Marteau (Henri-Marteau Platz) à Lichtenberg.

## Œuvres (liste partielle)
- oop. Andante pour violon et orchestre (a la mémoire de mon cher et grand maître H. Léonard) (1891)[4]
- op. 4 Deux Chants religieux (Pater noster pour basse et orgue, Ave Maria pour voix, violon, harpe et orgue)
- op. 5 Quatuor à cordes no 1 en ré bémol majeur (créé en 1904)
- op. 7 Concerto pour violoncelle en si bémol majeur (1904)
- op. 8 Chaconne pour alto et piano (1905) (dédiée à Theophile Edouard Laforge)
- op. 9 Quatuor à cordes no 2 en ré majeur (créé en 1905)
- op. 10 Acht Lieder mit Begleitung von Streichquartett 
  - 1. An Agnes
  - 2. Thränentropfen
  - 3. Als die Liebe kam
  - 4.In dem Garten meiner Seele
  - 5. Liebeslied
  - 6. Sonnenlied
  - 7. Träume
  - 8. Herbst
- op. 12 Trio pour violon, alto et violoncelle (dédié à Max Reger) (1907).
- op. 13 Quintette pour clarinette et quatuor à cordes (1908).
- op. 17 Quatuor à cordes no 3 en do majeur (créé en 1921)
- op. 18 Concerte en do majeur pour violon et orchestre (1916, publié en 1919 ; existe en réduction pour violon et piano).
- op. 19c Huit mélodies pour chant avec accompagnement de piano :
  - 1. Pluie
  - 2. À Douarnenez en Bretagne
  - 3. Ritournelle
  - 4. Matin d'octobre
  - 5. Chanson de mer
  - 6. Vitrail
  - 7. Pitié des choses
  - 8. Dans la rue, le soir
- op. 20 Sérénade pour 2 flûtes, 2 hautbois, 2 clarinettes, une clarinette basse et 2 bassons (créé en 1922)
- op. 23 Trois compositions pour Orgue (1918).
  - Prélude et Passacaille op.23/1
  - Prélude et Fugue op.23/2
  - Introduction et Fugue méditative op.23/3
- op. 27 Fantaisie pour orgue et violon (1923).
- op. 28 Acht Gesänge mit Klaviebegleitung 
  - 1. Stille Fahrt
  - 2. Die Eichbäume
  - 3. Abendlied
  - 4. Empor !
  - 5. Gipfelndes Glück
  - 6. Regenlied
  - 7. Hütet euch
  - 8. Liebesnacht
- op. 29 Drei geistliche Gesänge für 1 Mittelstimme mit Orgelbegleitung (1923).
- op. 30 Symphonie en mi majeur (1922).
- op. 31 Fünf Schilflieder von Nikolaus Lenau für Bariton mit Begleitung des Klaviers und Bratsche (1923) :
  - 1. Sehr getragen "Drüben ging die Sonne scheiden"
  - 2. Stürmisch, doch nicht hastig "Trübe wird's, die Wolken jagen"
  - 3. Andante con moto "Auf geheimem Waldespfade"
  - 4. Allegro agitato "Sonnenuntergang"
  - 5. Andante molto sostenuto "Auf dem Teich"
- op. 32 Terzetto pour flûte, violon et alto (créé en 1924)
- op. 35 Sonata fantastica per il violino solo (1927).